# 李文汉
李文汉（1957年9月—），男，汉族，山东泰安人，中华人民共和国政治人物，曾任西藏自治区人大常委会副主任，西藏自治区水利厅党组书记、副厅长。